# Bogić Bogićević
Bogić Bogićević (Ugljevik, 15. svibnja 1953.) bosanskohercegovački političar, član Predsjedništva SFRJ od 16. svibnja 1989. do rujna 1991. godine. Za člana Predsjedništva SFRJ izabran je između pet kandidata referendumom građana BiH 25. lipnja 1989. te je tako bio prvi demokratski izabran član Predsjedništva SFRJ iz SR BiH.

## Životopis
Sudionik je povijesne sjednice Predsjedništva SFRJ koja se održala 12. ožujka 1991. godine, a na kojoj se je odlučivalo o uvođenju izvanrednog stanja u SFRJ. Formalno, vojni vrh je predložio podizanje razine bojeve pripravnosti, ali je stvarni cilj bio državnim udarom uvesti vojnu upravu u Sloveniju i Hrvatsku te vojno-političkim mjerama srušiti političko vodstvo u Bosni i Hercegovini i "probugarsko" vodstvo Makedonije na čelu s Gligorovim.

Bogićević je glasovao protiv. Pro-miloševićevski članovi Predsjedništva SFRJ računali su na njegov glas jer je Srbin, ali na njihovo iznenađenje Bogićević je dao glas protiv. Taj je glas prevagnuo čime je spriječena vojna intervencija JNA. Iz tog razdoblja datira njegova izjava: 
Zajedno s makedonskim članom Predsjedništva Vasilom Turpukovskim, bio je posrednik u pregovorima između slovenske vlade i Vrhovne komande JNA o puštanju ročnika i o deblokadi vojarni za vrijeme desetodnevnog rata koji se vodio između slovenske Teritorijalne obrane i JNA.
Razdoblje rata u Bosni i Hercegovini (od 1992. do 1995.) proveo je u Sarajevu. Bio je zastupnik u Predstavničkom domu Parlamenta BiH, potpredsjednik Socijaldemokratske partije BiH te predsjednik Olimpijskog odbora BiH.
Godine 1999. dobio je Plaketu humanizma, koju dodjeljuje Stalni odbor Međunarodne lige humanista.
Godine 2002. predsjednik Republike Hrvatske Stjepan Mesić, odlikovao ga je "Redom kneza Trpimira s ogrlicom i Danicom" za njegov značajan doprinos nezavisnosti i cjelovitosti RH te zauzimanju za postizanje mirnog rješenja.
Godine 2006. Međunarodni centar za mir Sarajevo dodijelio mu je tradicionalnu nagradu Sloboda.
Godine 2014. dodijeljena mu je počasna doktorska titula Američkog sveučilišta u Bosni i Hercegovini.
Trenutačno živi i radi u Sarajevu.